# ガストリン
ガストリン（英: gastrin）は、主に胃の幽門前庭部に存在するG細胞から分泌されるホルモン。胃主細胞からのペプシノゲン分泌促進作用、胃壁細胞からの胃酸分泌促進作用、胃壁細胞増殖作用、インスリン分泌促進作用などが認められている。ガストリン分泌はプログルミドやセクレチンなどによって抑制される。
ガストリノーマ(英: gastrinoma)とはガストリンを分泌する腫瘍。ゾリンジャー・エリソン症候群(en)の原因となることがある。主に膵臓や十二指腸で認められる。